# Mika Tan
Mika Tan (Honolulu, Hawái; 27 de noviembre de 1977) es una actriz pornográfica estadounidense.

## Biografía
Mika Tan nació como Saraswati Miyoko Kop Taetafa en Honolulú (Hawái), hija de un padre japonés-samoano y una madre de ascendencia taiwanesa. Fue criada por su abuela, una bailarina popular en el archipiélago, cantante y propietaria de varias casas de masajes en la isla. Mientras que la familia de su madre era más musical, la de su padre era principalmente militar. Su hermana, por ejemplo, sirve en la Marina de los Estados Unidos.
A partir de los 12 años, Mika Tan comenzó como modelo de catálogos de ropa infantil. En su adolescencia apareció de extra en películas y anuncios televisivos, así como actuando en obras de teatro, jazz moderno y ballet.
Tan es licenciada en Bioquímica por la Universidad Estatal de San Diego, con un grado asociado en Psicología. Durante su último año de carrera, trabajó como modelo de desnudos y estríper para costearse la misma. En esa etapa apareció en Playboy TV en un videoclip llamado "Get in Where you Fit In".
Tan fue descubierta por el director de cine porno Jack Pearl, quien le animó a iniciar su carrera como actriz porno, que comenzó en 1999. No obstante, ella describió los primeros meses como actriz como los peores de su vida. Fue en esa etapa también donde conoció al que sería su esposo, el actor Alec Knight.
Retirada en 2015, llegó a rodar más de 670 películas como actriz.

## Premios y nominaciones
| Año  | Ceremonia          | Resultado | Premio                                 | Trabajo                  |
| ---- | ------------------ | --------- | -------------------------------------- | ------------------------ |
| 2006 | Premios XRCO       | Nominada  | Unsung Siren of the Year               | —                        |
| 2007 | Premios AVN        | Ganadora  | Artista femenina no reconocida del año | —                        |
| 2008 | Urban Spice Awards | Nominada  | Mejor artista femenina                 | —                        |
| 2013 | Premios AVN        | Nominada  | Mejor escena de sexo en grupo          | Official Hangover Parody |